# Charles Richter
Charles Francis Richter [riktr] (26. dubna 1900 – 30. září 1985) byl americký seismolog.
Narodil se v Hamiltonu v Ohiu, nejznámější je jako tvůrce Richterovy stupnice, pomocí které se měří magnitudo zemětřesení, a kterou vynalezl roku 1935 ve spolupráci s Benem Gutenbergem, oba dva pracovali na Kalifornském technologickém institutu.
Richterovi je připisován známý citát „logaritmy jsou nástrojem ďábla“.
Richter byl nudista, jeho manželka s nudismem ale nesouhlasila, v důsledku čehož se s ním rozvedla a přestěhovala do Francie.

## Dílo
- Seismicity of the earth (společně s Beno Gutenbergem), 1941
- Elementary seismology, 1958
- Seismic regionalization, 1958
- Our earthquake risk. Facts and non-facts, 1969